# São Vicente da Beira
São Vicente da Beira ist eine Gemeinde (Freguesia) im portugiesischen Kreis Castelo Branco. In ihr leben 961 Einwohner (Stand 19. April 2021).

## Persönlichkeiten
- João de Deus Ramalho (1890–1958), Jesuitenmissionar